# Dibete Station
Dibete Station è un villaggio del Botswana situato nel distretto Centrale, sottodistretto di Mahalapye. Il villaggio, secondo il censimento del 2011, conta 1.083 abitanti.

## Località
Nel territorio del villaggio sono presenti le seguenti 15 località:
- Dibete A1 Camp di 13 abitanti,
- Dibete Police Station di 53 abitanti,
- Dibete Quarantine Camp di 42 abitanti,
- Ditsomane di 15 abitanti,
- Kgorotlhwe di 21 abitanti,
- Kgorwane di 113 abitanti,
- Koromo di 3 abitanti,
- Lecha di 6 abitanti,
- Mabuane di 2 abitanti,
- Maipaafela,
- Majwaneng di 41 abitanti,
- Mawang,
- Metsimonate di 2 abitanti,
- Mogononyane di 4 abitanti,
- Sesana di 25 abitanti